# Jamba (empresa)
Jamba (antiga Jamba!; operando com o nome Jamster na China, Brasil e Itália) é uma provedora mensal de conteúdo para celular SMS com tarifa premium, com sede em Berlim, Alemanha. A principal linha de negócios da Jamba era a criação e a comercialização de toques para celulares. Ela é mais conhecida pelos personagens de toques musicais Sweety the Chick, Crazy Frog, Anna Blue e Schnuffel. A empresa também vendeu seguros para telefones celulares e eletrônicos domésticos e administrava serviços de jogos e namoro online. Em 2005, começou a fazer negócios na China.

## História
A empresa foi fundada no distrito de Kreuzberg , em Berlim , em 2000. A VeriSign era uma empresa de segurança na Internet bem-sucedida que possuía uma série de linhas de produtos que conectavam as redes de mensagens de texto das empresas de redes móveis com segurança. O CEO da VeriSign, Stratton Sclavos, reconheceu que, com o desenvolvimento dos produtos VoIP, as receitas poderiam diminuir e, portanto, ele contratou Vernon Irvin como vice-presidente executivo e gerente geral da divisão de serviços de comunicações da VeriSign para resolver o problema. A Irvin viu produtos bons, mas técnicos e caros, mas viu os volumes de troca no sistema como a solução.
No final de 2004, sob a direção de Irvin, a VeriSign comprou a Jamba por US $ 270 milhões. O Jamba na época construiu aplicativos móveis, jogos, toques e papéis de parede, e também estava em mais de 40 países em todo o mundo. A equipe da VeriSign reconheceu que havia o dobro de telefones celulares do que computadores, que também possuíam tecnologia de computadores embutida. Efetivamente, a VeriSign agora tinha uma nova plataforma de distribuição de conteúdo que também se integrava à Internet, que era segura e auditável e agora tudo o que eles precisavam era o conteúdo. A VeriSign transferiu o escritório central da Jamba para instalações de prestígio no edifício Dom Aquarée, perto da Alexanderplatz, no centro de Berlim.
Embora a Irvin tenha adquirido conteúdo, Jamba se tornou Jamster nos Estados Unidos. Irvin fez um acordo com Kevin Liles, presidente do Warner Music Group, para fornecer aos consumidores móveis acesso antecipado ao álbum de estréia do artista de hip-hop Mike Jones, " Who Is Mike Jones? "  em troca, Jones criou o primeiro Jamster endossado pelo artista no anúncio de toque nos EUA. Quando "Who Is Mike Jones?" foi lançado estreou entre os top 5 álbuns na Billboard] e passou a vender mais de um milhão de cópias. O toque do Crazy Frog fez o mesmo na Europa.
Jamba/Jamster explodiu, quando a VeriSign comprou o negócio, faturava US $ 15 milhões por trimestre e três quartos depois aumentou para US $ 150 milhões por trimestre e em 2005, a empresa faturou cerca de US $ 600 milhões em receita. A VeriSign expandiu o Jamba/Jamster pelas aquisições da UNC-Embratel e Unimobile. O Jamster também aumentou suas receitas adicionando "compras por impulso", quando uma pessoa fazia o download de um toque, eram oferecidos outros. Isso se transformou em publicidade interativa, pela qual o proprietário do celular foi cobrado, às vezes sem o saber. Isso criou polêmica na Europa e foi rapidamente retirado.
Em 12 de setembro de 2006, a News Corporation anunciou que pagaria aproximadamente US $ 188 milhões por 51% das ações da Jamba! e a combinaria com os ativos da Fox Mobile Entertainment, como Mobizzo, com Lucy Hood, ex-presidente da Fox Mobile Entertainment, tornando-se CEO da joint venture. Em 23 de outubro de 2006, foi anunciado que Vernon Irvin se juntaria à XM Satellite Radio como diretor de marketing. No final de dezembro de 2010, o Jesta Group adquiriu o Fox Mobile Group da News Corp. O Jesta Group renomeou a empresa de serviços móveis para Jesta Digital.

## Controvérsias
Jamba! atraiu críticas por clientes supostamente enganosos em seus anúncios de serviços. Em geral, Jamba! os serviços são vendidos como uma assinatura, apesar da publicidade que parece implicar que os clientes estão comprando um toque de telefone único. A empresa atraiu críticas por dificultar a inscrição; por exemplo, em dezembro de 2005, as perguntas frequentes do site alemão da Jamba! não mencionavam o código SMS necessário para cancelar todas as assinaturas.
No final de setembro de 2006, os canais de televisão MTV, ProSieben , RTL II e Viva mencionaram preocupações éticas ao se recusarem a divulgar a propaganda de Jamba para um desenho animado com Hitler, com download de SMS, intitulado "Der Bonker". O curta-metragem do ilustrador Walter Moersmostra Hitler em cenas de humor no banheiro com seu cachorro Blondi e três patos de borracha nazistas. O trabalho ganhou críticas de alguns grupos memorial judeus e políticos tradicionais, ao mesmo tempo em que recebeu elogios de outros.

## Ligações Externas
- Site alemão da jamba
- Site francês da Jamba
- Site italiano da Jamba